# سوخته کش
سوخته کش یا سوده کش، روستایی از توابع بخش رحیم‌آباد شهرستان رودسر در استان گیلان ایران است.
این روستا در زبان محلی به نام سوده کش است که به ریشه تاریخی اش بر می‌گردد که سه روستا در میان سه محل اطراف روستای کنونی بودند که با عنوان‌های شاهنشان زمین؛ سوته راش و محل کنونی که دوتای اولی از بین رفته‌اند و این روستا که پایین‌تر از دوتای قبلی است وجود دارد.

## جمعیت
این روستا در ده کیلومتری دهستان شوئیل قرار دارد و براساس سرشماری مرکز آمار ایران در سال ۱۳۸۵، جمعیت آن ۶۰ نفر (۲۵خانوار) بوده‌است.